# Pipra aureola
Pipra aureola е вид птица от семейство Манакинови (Pipridae).

## Разпространение
Видът е разпространен в Бразилия, Венецуела, Гвиана, Суринам и Френска Гвиана.